# زبان اشاره آفریقای جنوبی
زبان اشاره آفریقای جنوبی زبان اشاره‌ای است که توسط ناشنوایان و کم شنوایان در آفریقای جنوبی استفاده می‌شود.